# Gunlög Fur
Gunlög Maria Fur (* 1957) ist eine schwedische Historikerin. Sie hat die Professur für Geschichte an der Linné-Universität inne. Ihre Forschungsschwerpunkte sind unter anderem Kolonialismus, Postkolonialismus, Kulturbegegnungen, Geschlecht und Sexualität.

## Leben
Gunlög Fur studierte Geschichte und Gesellschaftswissenschaften an der Universität Uppsala bis zum Magister Artium 1982 und arbeitete einige Jahre lang als Lehrerin. Anschließend studierte sie amerikanische Geschichte mit Fokus auf der Geschichte der amerikanischen Indianer an der University of Oklahoma. 1993 wurde sie mit einer Abhandlung über das Verhältnis der Schweden zu den Lenni Lenape in der Kolonie Neuschweden Mitte des 17. Jahrhunderts im Vergleich zu gleichzeitigen Kontakten zwischen Sámi und der schwedischen Krone promoviert. Ihre 2006 erschienene Monographie Colonialism in the Margins. Cultural Encounters in New Sweden and Lapland ist eine erweiterte und umgearbeitete Version ihrer Dissertation.
1996 wurde sie Assistenzprofessorin an der Hochschule in Växjö, die 1999 eine Universität wurde und seit der Zusammenlegung mit der Hochschule Kalmar 2010 Linné-Universität heißt. 2001/2002 verbrachte sie ein Jahr als Fulbright-Gastdozent am Institute for Research on Women der Rutgers University. Seit 2007 ist Gunlög Fur Professorin für Geschichte an der Linné-Universität. Von 2012 bis 2016 war sie Leiterin der Forschergruppe Linnaeus University Center for Concurrences in Colonial and Postcolonial Studies, der sie auch weiterhin angehört. Seit 2016 ist sie Dekan der Fakultät für Kunst und Geisteswissenschaften (Fakulteten för konst och humaniora) der Linné-Universität.

## Forschung
Gunlög Fur unterrichtete amerikanische Geschichte mit Fokus auf der Zeit nach dem Zweiten Weltkrieg, Geschichte und Rechte indigener Völker, Kolonialismus und Kulturbegegnungen, Geschlecht und Sexualität, postkoloniale Studien sowie feministische Theorie, amerikanische Freiheiten und Unfreiheiten und Theorien und Methoden der Geschichtswissenschaft. Viele ihrer Kurse fanden in interdisziplinärer Zusammenarbeit mit Kollegen aus der Komparatistik, Gender Studies, Rechtswissenschaft und Religionswissenschaft statt.
Kulturbegegnungen, Geschlecht und postkoloniale Perspektiven sowie mündliche Geschichte, die Verwendung von Geschichte und die Frage nach der Bedeutung und dem Überschreiten von Grenzen sind wichtige Interessensbereiche ihrer Forschung. Außerdem forscht sie zu den Wurzeln der modernen Globalgeschichte in der europäischen Expansion und Kulturkonfrontationen. Sie arbeitet mit ethnohistorischen Methoden und legt Wert auf Fragen nach Mündlichkeit und Schriftlichkeit. Zu ihren vergangenen Forschungsprojekten gehören Women’s Authority, Gendered Practices and the Anomalies of Vision. Gender relations in Lenape Indian contacts with European colonization 1630s – 1800 (1997–2002), Gender and colonization in Swedish Lapland. Saami women at the local courts (2004–2007), Concurrences: Narrating Conflicting and Simultaneous Voices (2011–2016) und Swedes, Indians, and American Modernity: Oscar Jacobson, Stephen Mopope, and the development of Kiowa Art (ebenfalls 2011–2016). Ihre neuesten Forschungsprojekte handeln von der schwedischen Auswanderung nach Nordamerika und den Begegnungen, Konfrontationen und Gleichzeitigkeiten mit Nordamerikas Urvölkern im 19. und 20. Jahrhundert. Sie wirkte auch am Weißbuch über die Beziehungen zwischen der Schwedischen Kirche und den Sámi mit.

## Mitgliedschaften
Gunlög Fur ist Gründungsmitglied und war von 2002 bis 2005 auch Vorsitzende der Swedish Association for American Studies (SAAS). Von 2007 bis 2015 war sie Schwedens Vertretung in der Generalversammlung des Comité International des Sciences Historiques. Seit 2014 ist Gunlög Fur Mitglied der Kungliga Vitterhets Historie och Antikvitets Akademien in der historisch-antiquarischen Klasse und Mitglied des Advisory Board für das Centre for Postcolonial Studies der Universität von London (Goldsmiths).

## Publikationen (Auswahl)
- The Making of a Legend: Joe Hill and the I.W.W. In: Swedish-American Historical Quarterly. Band 40, Nr. 3, 1989, ISSN 0730-028X, S. 101–113 (englisch, Online [abgerufen am 20. Oktober 2020]).
- Kvinnobyar och män i kvinnokläder. Genus och sexualitet i indianernas Nordamerika. In: Lambda Nordica: Tidskrift om homosexualitet. Band 2, Nr. 2, 1996, ISSN 1100-2573, S. 6–23 (schwedisch, Artikel im Lambda-Nordica-Archiv [PDF; 3,1 MB]).
- Colonialism in the Margins. Cultural Encounters in New Sweden and Lapland (= The Atlantic world. Band 9). Brill Academic Publishers, Leiden / Boston 2006, ISBN 90-04-15316-0 (englisch, 297 S.).
- Reading Margins: Colonial Encounters in Sapmi and Lenapehoking in the Seventeenth and Eighteenth Centuries. In: Feminist Studies. Band 32, Nr. 3, 2006, ISSN 0046-3663, S. 491–521 (englisch).
- A Nation of Women. Gender and Colonial Encounters Among the Delaware Indians. University of Pennsylvania Press, Philadelphia 2009, ISBN 978-0-8122-4182-2 (englisch, 251 S.).
- Anna Lydia Svalastog und Gunlög Fur (Hrsg.): Visions of Sápmi. Arthub Publisher, Røros 2015, ISBN 978-82-8221-011-9 (englisch, 200 S.).
- Different ways of seeing 'savagery': Two Nordic travellers in 18th-century North America. In: History of the Human Sciences. Band 32, Nr. 4, 2019, ISSN 0952-6951, S. 43–62, doi:10.1177/0952695119846003 (englisch).
- Painting Culture, Painting Nature: Stephen Mopope, Oscar Jacobson, and the Development of Indian Art in Oklahoma. University of Oklahoma Press, Norman 2019, ISBN 978-0-8061-6287-4 (englisch, 368 S.).

### Videos und Podcasts
- När skandinaver och indianer möttes på prärien. In: Vetenskapsradion På djupet. Sveriges Radio, 3. Juni 2014, abgerufen am 20. Oktober 2020 (schwedisch, „Als Skandinavier und Indianer sich auf der Prärie trafen“, 19 min).
- "Det viktigaste är att visa respekt för dem man talar med". In: OBS. Sveriges Radio, 12. Februar 2015, abgerufen am 20. Oktober 2020 (schwedisch, „Das Wichtigste ist, Respekt gegenüber denen zu zeigen, mit denen man redet“: Gunlög Fur zum Begriff „Indianer“, 6:24 min).
- Gunlög forskar om kulturmöten i kolonin Nya Sverige. In: YouTube. Linnéuniversitetet, 24. April 2015, abgerufen am 20. Oktober 2020 (schwedisch, „Gunlög forscht zu Kulturbegegnungen in der Kolonie Neuschweden“, 2:33 min).
- Scholar to Scholar: Gunlög Fur discusses the Concurrences concept. In: YouTube. Linnaeus University Centre for Concurrences in Colonial and Postcolonial Studies, 27. April 2017, abgerufen am 20. Oktober 2020 (englisch, Interview, 8:12 min).
- Nya Sverige. In: Anekdot. Det digitala bildningsmagasinet. Universität Stockholm, 4. Mai 2017, abgerufen am 20. Oktober 2020 (schwedisch, „Neuschweden“. Bildungs-Podcast mit Gunlög Fur und Adam Hjorthén, 59:53 min).